# Kerk van Spannum
De Kerk van Spannum is een kerkgebouw in Spannum in de Nederlandse provincie Friesland.

## Beschrijving
De kerk was oorspronkelijk gewijd aan Sint-Remigius. De zaalkerk met zadeldaktoren dateert uit de 15e eeuw. In de toren van drie geledingen hangen twee klokken: een klok uit 1590 van Thomas Both en een klok uit 1620 van Hans Falck.
Volgens een gevelsteen met het familiewapen van Edzard van Sminia, grietman van Hennaarderadeel, werd de toren in 1742 vernieuwd:
In 't jaar 1742 is deze Toren
vernieuwd en verbetert onder
de Ed: Heer EDZARD van SMINIA,
Grietman over Hennaarderadeel
en Gentuis Hesselius Predikant te
Edens en Spannum de Kerkv[oogden] Jan
Leenerds & Frans Baukes
De kerk is een rijksmonument. Het orgel uit 1911 is gemaakt door Bakker & Timmenga.

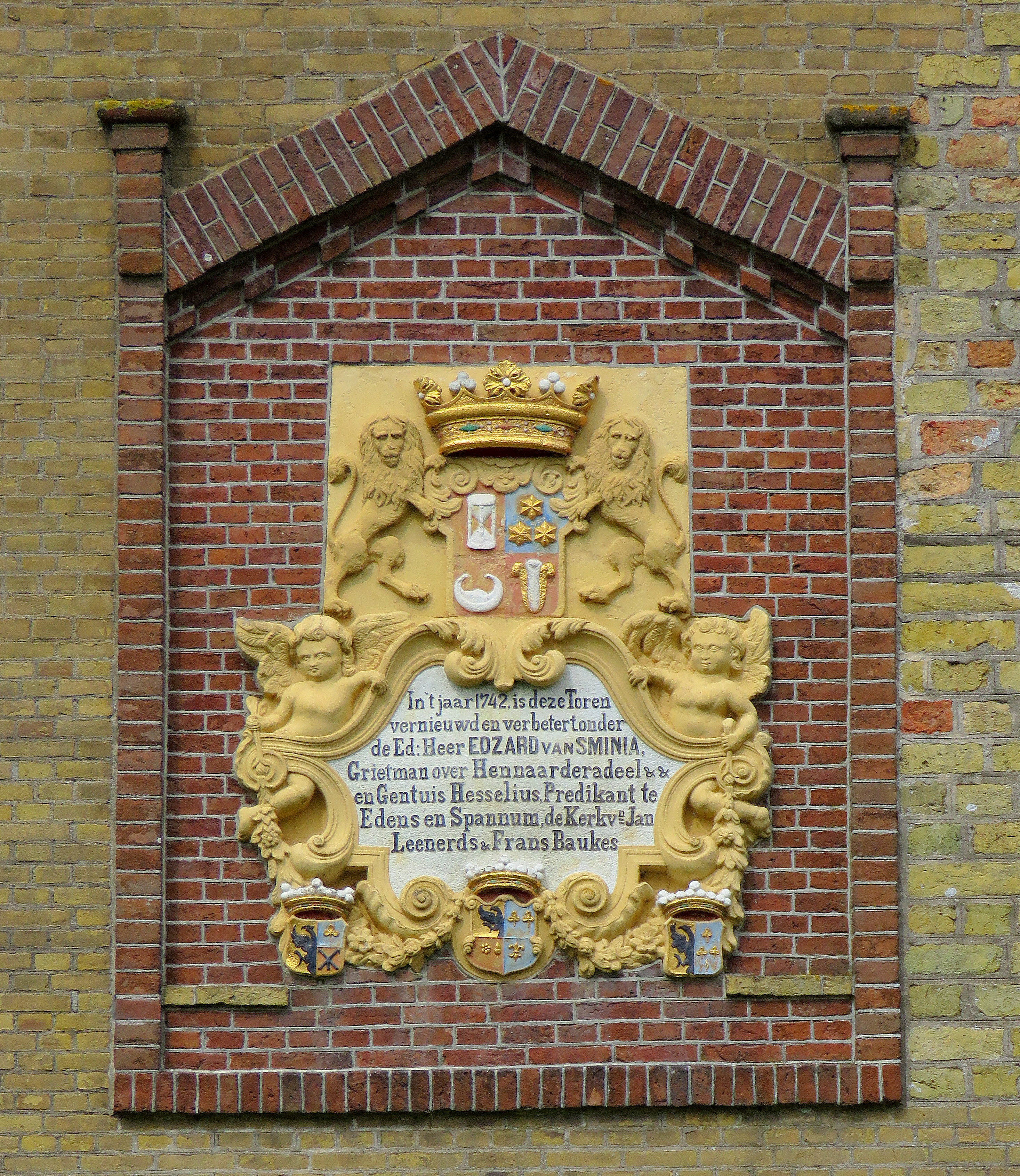
gevelsteen
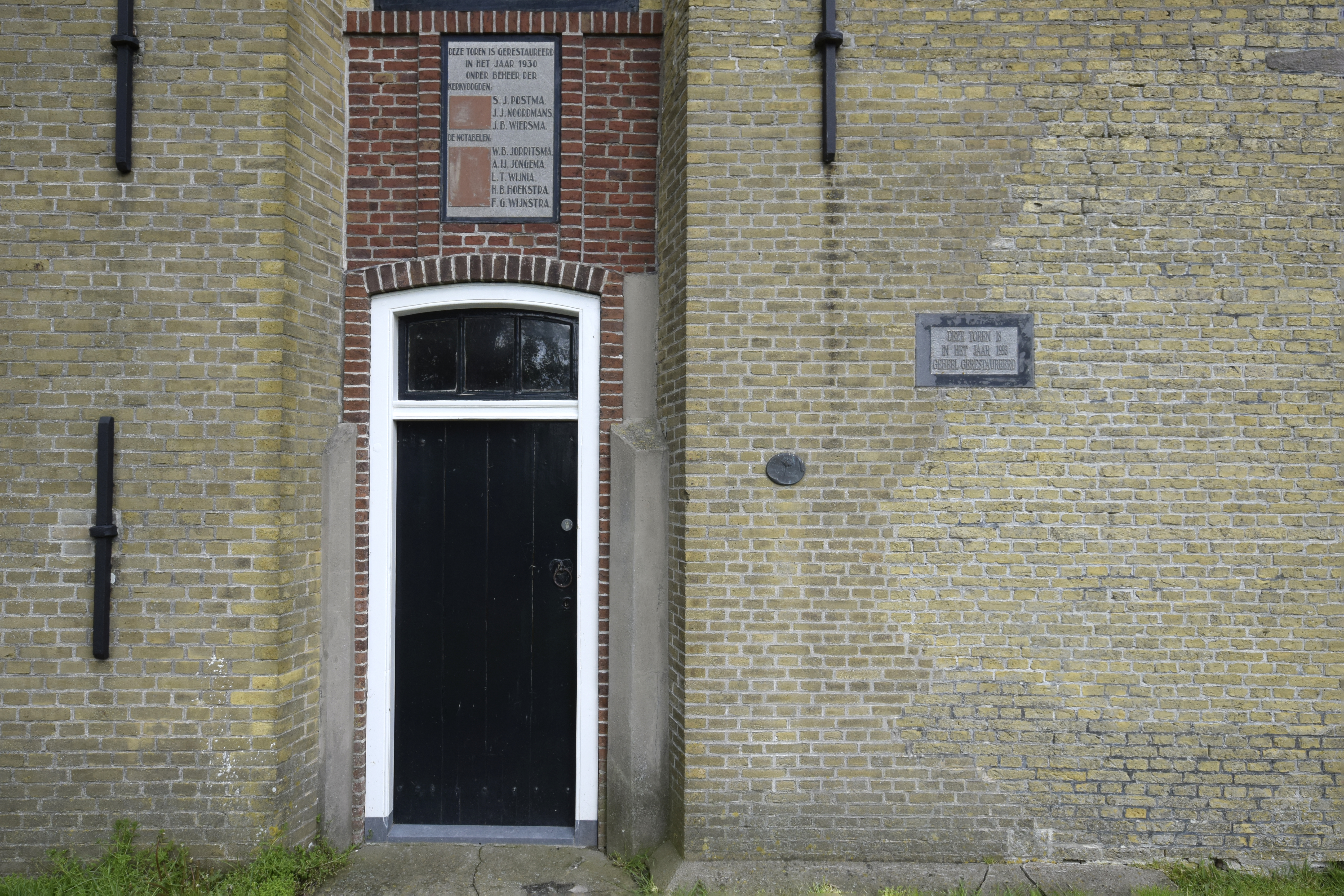
ingang